# Caedmon

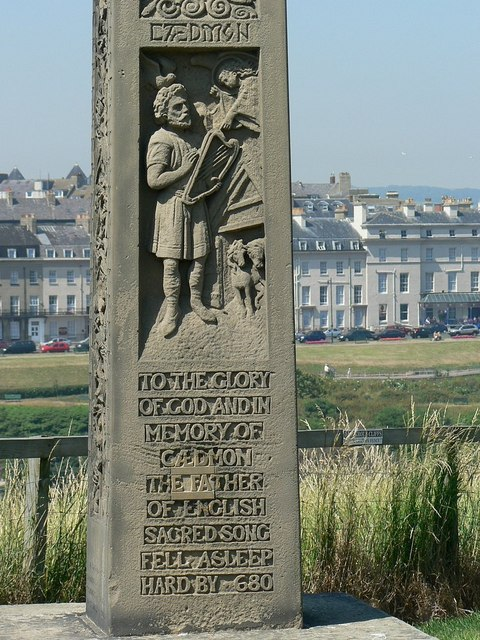
Memorial a Caedmon

Caedmon, Cadmon o Cædmon es el más antiguo poeta inglés conocido. Nacido en Northumbria, murió en 680. Es un poeta del siglo VII. Fue monje en el monasterio dúplice o mixto de Streonæshalch (Abadía de Whitby), siendo abadesa santa Hilda (657 - 681). Se conserva solo una obra suya, el Cædmon’s Hymn (Himno de Caedmon), en inglés antiguo o anglosajón.

## Vida

### Relato de Beda
La única fuente original de información sobre Caedmon es la Historia ecclesiastica gentis Anglorum de Beda. Cuenta Beda que Caedmon era un hermano lego, pastor en el monasterio de Streonæshalch (hoy conocido como Abadía de Whitby). Una tarde, mientras los monjes celebraban una fiesta, cantando y tocando el arpa, Caedmon se marchó a dormir, pues no sabía cantar. Tuvo un sueño en el que "alguien" ("quidem¨) se le acercó y le pidió que cantase "principium creaturarum" ("el principio de lo creado"). Primero se negó, pero luego compuso un corto poema, en versos aliterativos, en alabanza a Dios como creador del cielo y de la tierra.

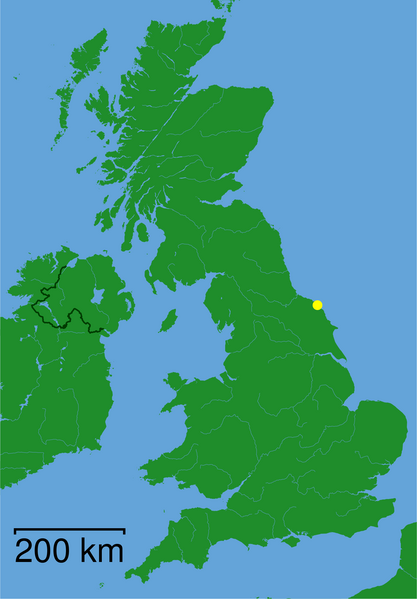
Whitby es una ciudad en el Mar del Norte, costa noreste de North Yorkshire.

Al despertarse a la mañana siguiente, Caedmon recordó el sueño, y añadió versos al poema. Se lo contó a su capataz, e inmediatamente lo llevaron a ver a la abadesa. La abadesa y sus consejeros le interrogaron sobre su visión y, convencidos de que era un regalo de Dios, le encargaron que compusiera un poema basado en un “fragmento de historia sagrada o doctrina”. A la mañana siguiente, Caedmon les entregó el poema, por lo que le ordenaron que tomara los votos. Le enseñaban historia y doctrina sagrada, que Caedmon transformaba en poemas en lengua vernácula. Señala Beda que Caedmon realizó una amplia obra, con muchos poemas en lengua vulgar sobre una variedad de temas cristianos.
Después de una vida larga, Caedmon murió como un santo: presintió que iba a morir y pidió que lo trasladaran a la residencia para enfermos terminales donde murió, después de haber reunido a sus amigos en torno suyo.

### Fechas
Beda no proporciona fechas. Se supone que Caedmon profesó las órdenes sagradas a edad avanzada, viviendo en Streonæshalch durante el abadengo de Hilda (657 - 680). El libro IV, capítulo 25 de la Historia ecclesiastica sugiere que la muerte de Caedmon ocurrió más o menos al mismo tiempo que el incendio en el monasterio de Coldingham, hecho que ocurrió a finales del siglo VII, en 679 según la Crónica Anglosajona, o después de 681 según Beda. El siguiente acontecimiento datado en la Historia ecclesiastica es la incursión del rey Egfrido sobre Irlanda en 684 (Libro IV, Capítulo 26). Con estos datos, se concluye que el período activo de Caedmon empezó entre 657 y 680 y debió acabar entre 679 y 684.

### Descubrimientos modernos
Los estudios modernos solo han podido añadir, a la historia de Beda, orígenes bretones del nombre del poeta. Beda especifica que el idioma “propio” de Caedmon era el inglés, pero su nombre es de origen celta, compuesto de protogalés y bretón.
Algunos eruditos sugieren que pudo ser bilingüe, basándose en esta etimología de su nombre, el contacto de Hilda con la política celta y las jerarquías religiosas, y alguna analogía, si bien no muy cercana, entre el Himno y la poesía en irlandés antiguo.
Otros estudiosos han notado una posible alusión onomástica a "Adam Kadmon" en el nombre del poeta, sugiriendo quizá que toda la historia es alegórica.

### Fuentes

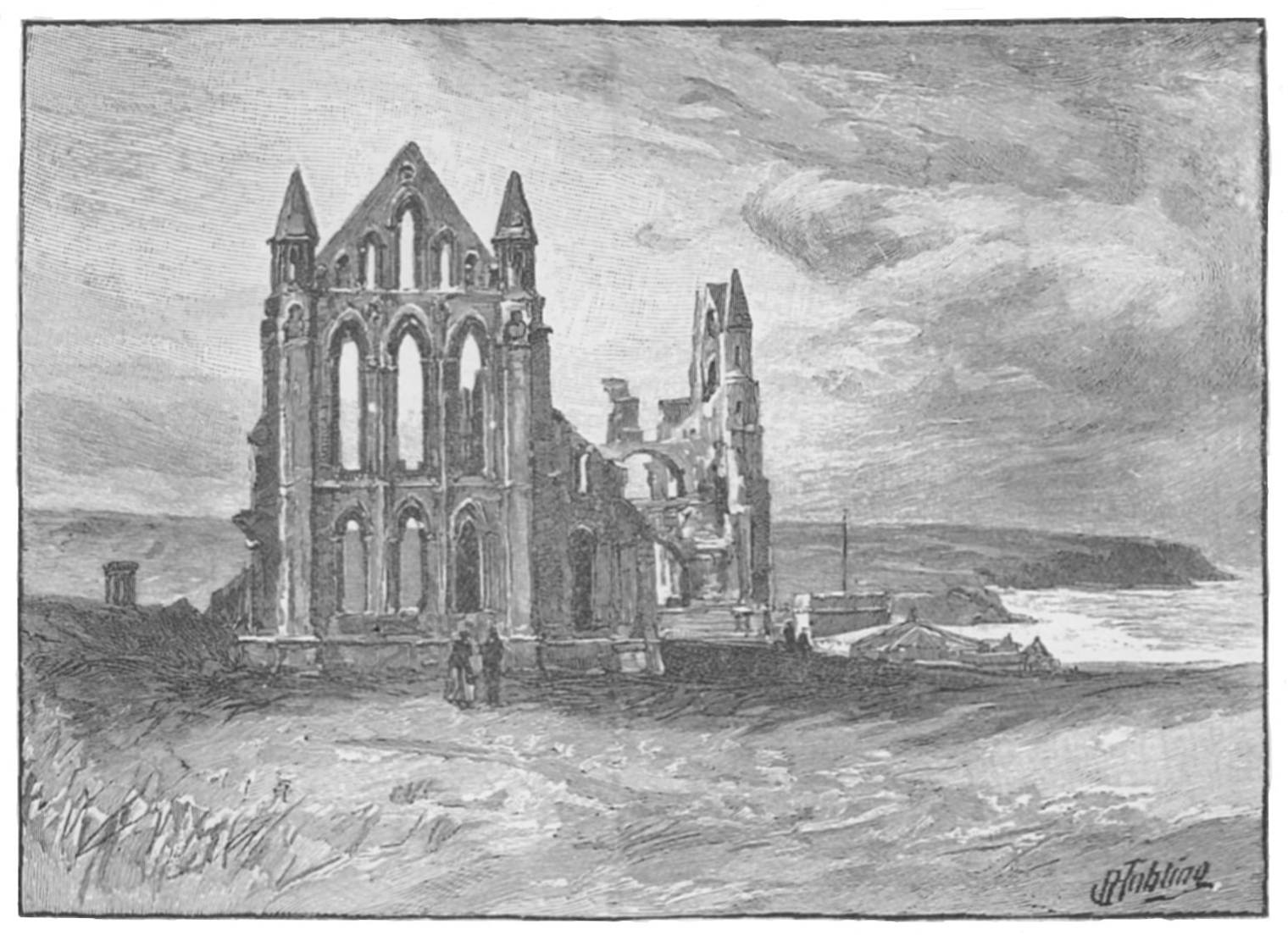
Ruinas de Streonæshalch (Abadía de Whitby).

## Obra

### Obra general

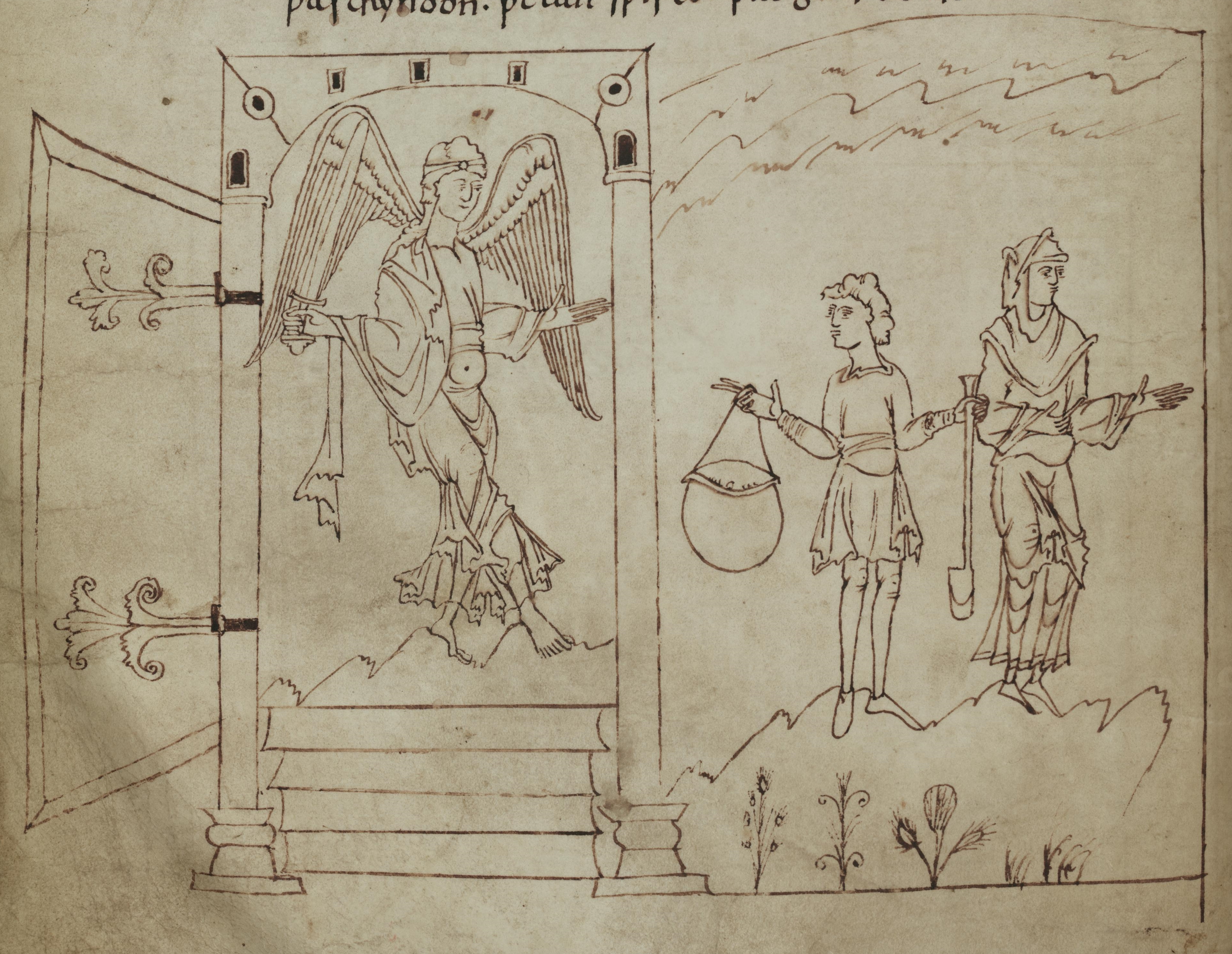
Expulsión del Paraíso, pág. 46 del "Manuscrito Caedmon" o "Junius XI".

Cuenta Beda que Caedmon compuso muchas poesías religiosas en lengua vulgar. A diferencia de los santos Adelmo y Dunstán, la poesía de Caedmon fue exclusivamente religiosa, sobre temas del Antiguo Testamento y del Nuevo, con canciones que describen los “terrores del juicio final, horrores del infierno,... gozos del reino celestial,... y el juicio y la misericordia divina”. De todas esta obra, solo quedan los versos iniciales de su primer poema.
Ciertamente, sobreviven poemas de temática semejante en lengua anglosajona, en el manuscrito llamado “Junius XI”, también llamado “manuscrito Caedmon”. Este manuscrito es uno de los cuatro grandes códices de poesía anglosajona. Contiene obras referentes al Génesis, el Éxodo, Daniel y Cristo y Satán. En el pasado se consideró que este “manuscrito Caedmon” recogía poesías de este autor, pero se trata de poemas con significativas diferencias estilísticas e internas con el Himno. Superada su atribución a Caedmon, al manuscrito se le llama “MS Junius 11”, o “manuscrito Junius”, en referencia a Franciscus Junius, que publicó la primera edición en 1655.

### Himno de Caedmon

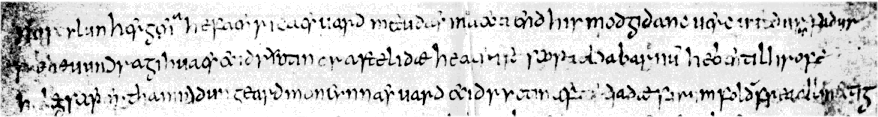
Manuscrito del Himno de Caedmon en el manuscrito "Moore" (737), Biblioteca de la Universidad de Cambridge (Kk. 5. 16, f. 128v, a menudo referido como M).

El Himno de Caedmon se conserva en veintiún manuscritos. Se encuentra en dos dialectos (el de Northumbria y el sajón occidental) y cinco recensiones: aelda de Northumbria, eordu de Northumbria, eorðan de sajón occidental, ylda sajón occidental, y eorðe sajón occidental. Todas estas versiones, salvo una, se conservan en, al menos, tres manuscritos diferentes.
Es uno de los tres candidatos para el más temprano ejemplo de poesía en inglés antiguo. Los otros son los quince versos que componen un poema inscrito en runas sobre la "Cruz de Ruthwell", en Dumfriesshire, Escocia, y las inscripciones del "Franks Casket" conservado en el Museo Británico, que es un pequeño cofre de marfil de ballena, decorado con inscripciones rúnicas.
Todas las copias de Himno se encuentran en manuscritos de la Historia ecclesiastica o su traducción. A pesar de esta conexión con la obra de Beda, el Himno no parece que se incluyera en las primeras versiones de la Historia ecclesiastica. Fueron los copistas quienes incluían el texto vernáculo del Himno en los manuscritos de la Historia latina.
La versión más antigua del poema es la recensión en aelda de Northumbria. Los ejemplares que quedan de este texto se encuentran en la Biblioteca de la Universidad de Cambridge, Kk. 5. 16 (M) y en San Petersburgo, Biblioteca Nacional de Rusia, lat. Q. v. I, 18 (P), que datan de al menos mediados del siglo VIII. M en particular es tradicionalmente adscrita al propio monasterio de Beda y en su propia vida, aunque hay poca evidencia para sugerir que fuera copiado mucho antes de mediados del siglo VIII.
Su obra, el Himno de Caedmon, tiene una estructura compleja, pues posee una proporcionalidad numérica. El antecedente a la misma es la poesía oral germánica, la cual tenía una sólida tradición llena de relatos y de leyendas protagonizados por personajes heroicos. Visto así, el himno guarda una semejanza con lo comentado ya que hay un héroe creador sagrado que crea un lugar para que sus hijos vivan en él. Gracias al Venerable Beda se conocen más detalle de la figura de Caedmon.
El siguiente texto se ha transcrito de M (mediados del s. VIII, Northumbria). El texto se ha normalizado para mostrar puntuación moderna y división de versos y palabras modernas: 
| \| Nu scylun hergan hefaenricaes uard metudæs maecti end his modgidanc uerc uuldurfadur— sue he uundra gihuaes eci dryctin or astelidæ he aerist scop aelda barnum heben til hrofe haleg scepen tha middungeard moncynnæs uard eci dryctin æfter tiadæ firum foldu frea allmectig \| Now [we] must honour the guardian of heaven, the might of the architect, and his purpose, the work of the father of glory — as he, the eternal lord, established the beginning of wonders. He, the holy creator, first created heaven as a roof for the children of men. Then the guardian of mankind, the eternal lord, the lord almighty, afterwards appointed the middle earth, the lands, for men. \| | |
| Nu scylun hergan hefaenricaes uard metudæs maecti end his modgidanc uerc uuldurfadur— sue he uundra gihuaes eci dryctin or astelidæ he aerist scop aelda barnum heben til hrofe haleg scepen tha middungeard moncynnæs uard eci dryctin æfter tiadæ firum foldu frea allmectig | Now [we] must honour the guardian of heaven, the might of the architect, and his purpose, the work of the father of glory — as he, the eternal lord, established the beginning of wonders. He, the holy creator, first created heaven as a roof for the children of men. Then the guardian of mankind, the eternal lord, the lord almighty, afterwards appointed the middle earth, the lands, for men. |

Alabemos ahora al Guardián del Cielo,
el poder del Señor, los designios y obras
del padre Glorioso, pues Él, el Eterno,
a todo prodigio diole comienzo.
Él al principio, Santo Hacedor,
El cielo creó para techo de hombres.
Luego la tierra el Eterno Señor,
El Guardián de las gentes, hizo y dispuso,
La que habitan los hombres, el Dios poderoso.
 Beowulf y otros poemas anglosajones (Siglos VII-X) . Traducción de Luis Lerate y Jesús Leratecolor

El Himno de Caedmon representa la muy dilatada literatura religiosa que se conserva en anglosajón. Durante siglos se transmitió con veneración a modo de preciosa reliquia. Este monumento a la lengua sajona, fue publicado por François Du Jon en Ámsterdam en 1655, y por Benjamin Thorpe, incluyendo comentarios, en Londres, en 1832.